# 若松佑弥
若松 佑弥（わかまつ ゆうや、1995年2月9日 - ）は、日本の男性総合格闘家。鹿児島県薩摩川内市出身。TRIBE TOKYO M.M.A所属。マネジメント会社はJohn Locke株式会社。現ONE世界フライ級王者。
“殺戮ピラニア”の異名で知られた元PRIDEファイター・長南亮を師に持ち、「リトル・ピラニア」のニックネームで呼ばれる。喧嘩への興味をきっかけに格闘技を始めたが、次第に競技を通じて“強さ”の在り方や人間的成長への関心を深めるようになった。。

## 来歴
幼少期より「ステゴロ（素手喧嘩）で世界最強になる」ことへの強い憧れを抱いていた。
中学時代地元のボクシングジムに通い、以降10代は地元の鹿児島県で大工や鳶職をしながら、ステゴロで世界最強への想いを喧嘩で発散する日々を過ごす。時には線路や電柱を拳が血まみれになるまで殴るなど、自己流の鍛錬に没頭した。「強くなること」が生活の中心となり、それが後の格闘家としての道へつながる原動力となった。
18歳で本物を求めて上京。TRIBE TOKYO M.M.Aに入門し、2015年に20歳でプロデビューを果たす。

### 2015年
6月21日 - 「VTJ（Vale Tudo Japan）in OSAKA」にてプロデビュー。関口祐冬に1R 一本負け。アマチュア戦で無敗だったことから油断があったと振り返り、プロの厳しさを痛感する試合となった。
10月18日 - 「ZST.48」にて榛葉善也と対戦。開始から積極的に打撃を仕掛け、1R 2分37秒、右ストレートでダウンを奪い、そのままパウンド連打でKO勝利。プロ初勝利を飾った。
12月20日 - 「PANCRASE 274」にて濱松定司と対戦。試合開始直後に飛び込んだ左フックでダウンを奪い、1R 40秒、パウンドによるTKO勝利。圧倒的な攻撃力でわずか40秒で試合を終えた。

### パンクラス時代 （2016〜2018)
2016年
3月13日 - 「PANCRASE 276」のネオブラッド・トーナメントフライ級一回戦で棚田直樹と対戦。序盤からプレッシャーをかけ、グラウンドポジションを奪取。1R中盤、マウントからのパウンド連打でTKO勝利。
6月12日 - 「PANCRASE 278」のネオブラッド・トーナメントフライ級準決勝でNavEと対戦。3Rまで激しい打撃戦を展開し、終盤にテイクダウンを奪ってパウンドで攻め込み、レフェリーストップによりTKO勝利。決勝進出を決めた。
9月11日 - 「PANCRASE 280」のネオブラッド・トーナメントフライ級決勝で田中千久と対戦。試合開始早々にプレッシャーをかけ、1R中盤にボディへの膝蹴りでダウンを奪い、そのままパウンドでTKO勝利。全試合TKO勝利という圧倒的な成績で第22回ネオブラッド・トーナメント フライ級王者となり、大会MVPを獲得した。
12月18日 - 「PANCRASE 283」にてフライ級ランキング8位の荻窪祐輔と対戦。1Rから積極的に前に出て攻め続け、3R通して主導権を握る。2-1のスプリット判定で勝利。ランキング上位選手を撃破した。
2017年
3月12日 - 「PANCRASE 285」にて上嶋佑紀と対戦。試合開始直後から打撃で圧倒し、グラウンドに持ち込んだ後、パウンド連打によるレフェリーストップで、1R 2分49秒 TKO勝利。
5月28日 - 「PANCRASE 287」にてフライ級ランキング9位の古間木崇宏と対戦。1Rは互いに慎重な展開だったが、2Rにカウンターの左フックがヒットし、ダウンを奪ってそのままKO勝利。
10月8日 - 「PANCRASE 290」にてフライ級ランキング5位の翔兵と対戦。1Rから積極的に前へ出て攻め、2R中盤に打撃のコンビネーションでダウンを奪取。そのままパウンドで仕留め、TKO勝利。
2018年
2月4日 - 「PANCRASE 293」にてフライ級キング・オブ・パンクラスタイトルマッチで王者の仙三と対戦。試合は1Rから激しい打ち合いで幕を開け、若松は持ち前のスピードと打撃力で仙三を追い詰める場面を作る。互いにダウンを奪い合うスリリングな展開となり、観客を大いに沸かせた。中盤以降も攻防が激しく入れ替わる中、最終5R終盤に仙三の鋭い膝蹴りを受け、レフェリーストップによりTKO負け。タイトル奪取は叶わなかったものの、王者相手に一歩も引かぬ姿勢と攻めのスタイルは高く評価され、ファンに強烈な印象を残した。
7月1日 - 「PANCRASE 297」にて元フライ級キング・オブ・パンクラシストのマモルと対戦。スタンドでの打撃戦を制し、2Rにパンチ連打でダウンを奪い、そのままレフェリーストップによりTKO勝利。会場には来年の初の日本大会の準備のために来日していたONEのチャトリ・シットヨートンCEOが観戦に訪れており、大会後の取材で若松について「すぐチャンピオン、スターになれます」と絶賛し、若松にも会い、今後のオファーを約束した。

### ONE Championship (2018〜)
2018年
9月22日 - ONE Championship初参戦となった「ONE Championship: Conquest of Heroes」でダニー・キンガドと対戦。1Rに右フックでダウンを奪ったが、2R途中に左膝への関節蹴りを受けてからペースを握られ、0-3の判定負け。
2019年
3月31日 - 「ONE Championship: A New Era」にて、フライ級ワールドグランプリ一回戦で元UFC世界フライ級王者のデメトリアス・ジョンソンと対戦。序盤はプレッシャーをかけるも、2Rにギロチンチョークを極められ一本負け。
8月2日 - 「ONE Championship: Dawn of Heroes」 にて、フライ級ワールドグランプリ・リザーブマッチとして、元ONE世界フライ級王者のジェヘ・ユースタキオと対戦。序盤から鋭い打撃で主導権を握り、1ラウンド、右ストレートによるKO勝利。王者経験者を相手にしたインパクトある勝利で、自身の実力を世界に示した。
10月13日 - 「ONE Championship: Century Part 1」にて、韓国のキム・デファンと対戦。序盤からアグレッシブに攻め続け、打撃とテイクダウンを織り交ぜた展開で主導権を握る。判定3-0で勝利し、ONEでの2連勝を飾った。
2020年
10月30日 - 「ONE Championship: Inside the Matrix 2」にて、韓国のキム・キュサンと対戦。試合開始早々から鋭いプレッシャーをかけ、1ラウンド1分46秒、強烈な右フックでダウンを奪い、そのままKO勝利。ONE参戦後初のKO勝利を飾った。
2021年
4月21日 - 「ONE Championship: ONE on TNT 3」にてONE世界フライ級ランキング5位のリース・マクラーレンと対戦。的確な打撃とテイクダウンディフェンスで終始主導権を握り、判定3-0で勝利。
12月3日 - 「ONE Championship: Winter Warriors」にてフー・ヨンと対戦。巧みな打撃とグラウンドでの優位性を見せつつ、試合を通じて主導権を握り、フルラウンドを戦い抜いて判定3-0で勝利。3連勝を達成した。
2022年
3月26日 - 「ONE X」にて、ONE世界フライ級王者アドリアーノ・モラエスに挑戦。試合は両者が組み際の攻防を繰り返す展開となるも、3Rにタックルを仕掛けたところをギロチンチョークで捕らえられ、一本負け。王座獲得はならなかった。
11月19日 - 「ONE 163: Akimoto vs. Petchtanong」にて、韓国のウ・ソンフンと対戦。若松は計量で約1.8kgオーバーしており、キャッチウェイト（139ポンド）での試合に。1Rにカウンターを受けてダウンし、そのままKO負け。ONEでの初のKO敗戦となった。
2023年
7月15日 - 「ONE FightNight 12: Superlek vs. Khalilov」にて、中国のシェ・ウェイと対戦。試合前、体重と尿比重の双方で計量失格となったが、相手陣営の了承により試合成立。1Rから打撃戦で圧倒し、右のパンチでダウンを奪い、そのままパウンドでKO勝利。2試合連続の計量失格ではあったが、実力を見せつけた一戦となった。
2024年
1月28日 - 「ONE 165: Superlek vs. Takeru」にて、ダニー・キンガッドと対戦。3Rを通じて積極的に前に出て攻撃の手を緩めず、的確な打撃とテイクダウンディフェンスでリード。判定3-0で勝利を収めた。
12月7日 - 「ONE Fight Night: Lee vs. Rasulov」にて、北米の強豪ギルバート・ナカタニと対戦。若松が積極的にギルバート・ナカタニにプレッシャーをかけ優勢。相手の反撃にも、相手ペースに持ち込ませずフルラウンドを戦い抜き、3-0の判定勝利。
2025年
3月23日 - 「ONE 172: Takeru vs. Rodtang」にて、元フライ級王者のアドリアーノ・モラエスと再戦。この試合は、デメトリアス・ジョンソンの引退に伴い空位となったONEフライ級世界王座決定戦として行われた。1R中盤、若松のカウンター右ストレートがモラエスに直撃し、TKO勝利。約3年越しのリベンジを果たすとともに、悲願のONEフライ級世界王座を獲得した。

## 戦績
| 総合格闘技 戦績 | 総合格闘技 戦績 | 総合格闘技 戦績 | 総合格闘技 戦績 | 総合格闘技 戦績 | 総合格闘技 戦績 | 総合格闘技 戦績 |
| --------------- | --------------- | --------------- | --------------- | --------------- | --------------- | --------------- |
| 25 試合         | (T)KO           | 一本            | 判定            | その他          | 引き分け        | 無効試合        |
| 19 勝           | 13              | 0               | 6               | 0               | 0               | 0               |
| 6 敗            | 2               | 3               | 1               | 0               | 0               | 0               |

| 勝敗 | 対戦相手                 | 試合結果                                   | 大会名                                                               | 開催年月日     |
|      | ジョシュア・パシオ       | 試合前                                     | ONE 173: Superbon vs. Noiri 【ONE世界フライ級タイトルマッチ】        | 2025年11月16日 |
| ○    | アドリアーノ・モラエス   | 1R 3:39 TKO（スタンドパンチ連打→パウンド） | ONE 172: Takeru vs. Rodtang 【ONE世界フライ級王座決定戦】            | 2025年3月23日  |
| ○    | ギルバート・ナカタニ     | 5分3R終了 判定3-0                          | ONE Fight Night: Lee vs. Rasulov                                     | 2024年12月7日  |
| ○    | ダニー・キンガッド       | 5分3R終了 判定3-0                          | ONE 165: Superlek vs. Takeru                                         | 2024年1月28日  |
| ○    | シェ・ウェイ             | 1R 2:06 TKO (パウンド)                     | ONE FightNight 12: Superlek vs. Khalilov                             | 2023年7月15日  |
| ×    | ウ・ソンフン             | 1R 2:46 TKO（パウンド）                    | ONE 163: Akimoto vs. Petchtanong                                     | 2022年11月19日 |
| ×    | アドリアーノ・モラエス   | 3R 3:58 ギロチンチョーク                   | ONE Championship: ONE X 【ONE世界フライ級タイトルマッチ】            | 2022年3月26日  |
| ○    | フー・ヨン               | 5分3R終了 判定3-0                          | ONE Championship: Winter Warriors                                    | 2021年12月3日  |
| ○    | リース・マクラーレン     | 5分3R終了 判定3-0                          | ONE Championship: ONE on TNT 3                                       | 2021年4月22日  |
| ○    | キム・キュサン           | 1R 1:46 KO（右フック）                     | ONE Championship: Inside the Matrix 2                                | 2020年10月30日 |
| ○    | キム・デファン           | 5分3R終了 判定3-0                          | ONE Championship: Century Part 1                                     | 2019年10月13日 |
| ○    | ジェヘ・ユースタキオ     | 1R 1:59 KO（右ストレート）                 | ONE Championship: Dawn of Heroes                                     | 2019年8月2日   |
| ×    | デメトリアス・ジョンソン | 2R 2:40 ギロチンチョーク                   | ONE Championship: A New Era 【ONEフライ級ワールドグランプリ 一回戦】 | 2019年3月31日  |
| ×    | ダニー・キンガッド       | 5分3R終了 判定0-3                          | ONE Championship: Conquest of Heroes                                 | 2018年9月22日  |
| ○    | マモル                   | 2R 0:39 TKO（スタンドパンチ連打）          | PANCRASE 297                                                         | 2018年7月1日   |
| ×    | 仙三                     | 5R 2:18 TKO（膝蹴り）                      | PANCRASE 293 【フライ級キング・オブ・パンクラス タイトルマッチ】     | 2018年2月4日   |
| ○    | 翔兵                     | 2R 2:53 TKO（スタンドパンチ連打→パウンド） | PANCRASE 290                                                         | 2017年10月8日  |
| ○    | 古間木崇宏               | 2R 2:27 KO（左フック）                     | PANCRASE 287                                                         | 2017年5月28日  |
| ○    | 上嶋佑紀                 | 1R 2:49 TKO（パウンド）                    | PANCRASE 285                                                         | 2017年3月12日  |
| ○    | 荻窪祐輔                 | 3分3R終了 判定2-1                          | PANCRASE 283                                                         | 2016年12月18日 |
| ○    | 田中千久                 | 1R 2:06 TKO（膝蹴り）                      | PANCRASE 280 【ネオブラッド・トーナメント フライ級 決勝】            | 2016年9月11日  |
| ○    | NavE                     | 3R 1:35 TKO（パウンド）                    | PANCRASE 278 【ネオブラッド・トーナメント フライ級 準決勝】          | 2016年6月12日  |
| ○    | 棚田直樹                 | 1R 2:50 TKO（パウンド）                    | PANCRASE 276 【ネオブラッド・トーナメント フライ級 一回戦】          | 2016年3月13日  |
| ○    | 濱松定司                 | 1R 0:40 TKO（肘打ち→パウンド）             | PANCRASE 274                                                         | 2015年12月20日 |
| ○    | 榛葉善也                 | 1R 2:37 KO（膝蹴り）                       | ZST 48                                                               | 2015年10月18日 |
| ×    | 関口祐冬                 | 1R 2:43 腕ひしぎ十字固め                   | VTJ in OSAKA                                                         | 2015年6月21日  |

## 獲得タイトル
- パンクラス 第22回ネオブラッド・トーナメント フライ級 優勝（2016年）[30]
- 第7代ONE世界フライ級王座（2025年）

## 表彰
- パンクラス 第22回ネオブラッド・トーナメント MVP[31]
- ONE Performance of the Night賞受賞

## 入場曲
- 神風特攻隊（長渕剛）